# 6966 Вьєторіс
6966 Вьєторіс (6966 Vietoris) — астероїд головного поясу, відкритий 13 вересня 1991 року.
Тіссеранів параметр щодо Юпітера — 3,687.
Названо на честь австрійського математика Леопольда Вьєторіса (нім. Leopold Vietoris, 1891-2002).